# Kozorožec iberský
Kozorožec iberský (Capra pyrenaica) je druh kozorožce se čtyřmi poddruhy. Z nich dva lze stále nalézt na Pyrenejském poloostrově, ale zbývající dva jsou nyní vyhynulé. Poddruh kozorožec portugalský vyhynul kolem roku 1892 a kozorožec pyrenejský poměrně nedávno, v roce 2000. Tento poddruh byl ale znovu klonován a v lednu 2009 se narodil první živý exemplář. Ten sice zemřel několik minut po porodu na defekt plic, přesto se tím kozorožec pyrenejský stal prvním taxonem, který získal status un-extinct.

## Popis

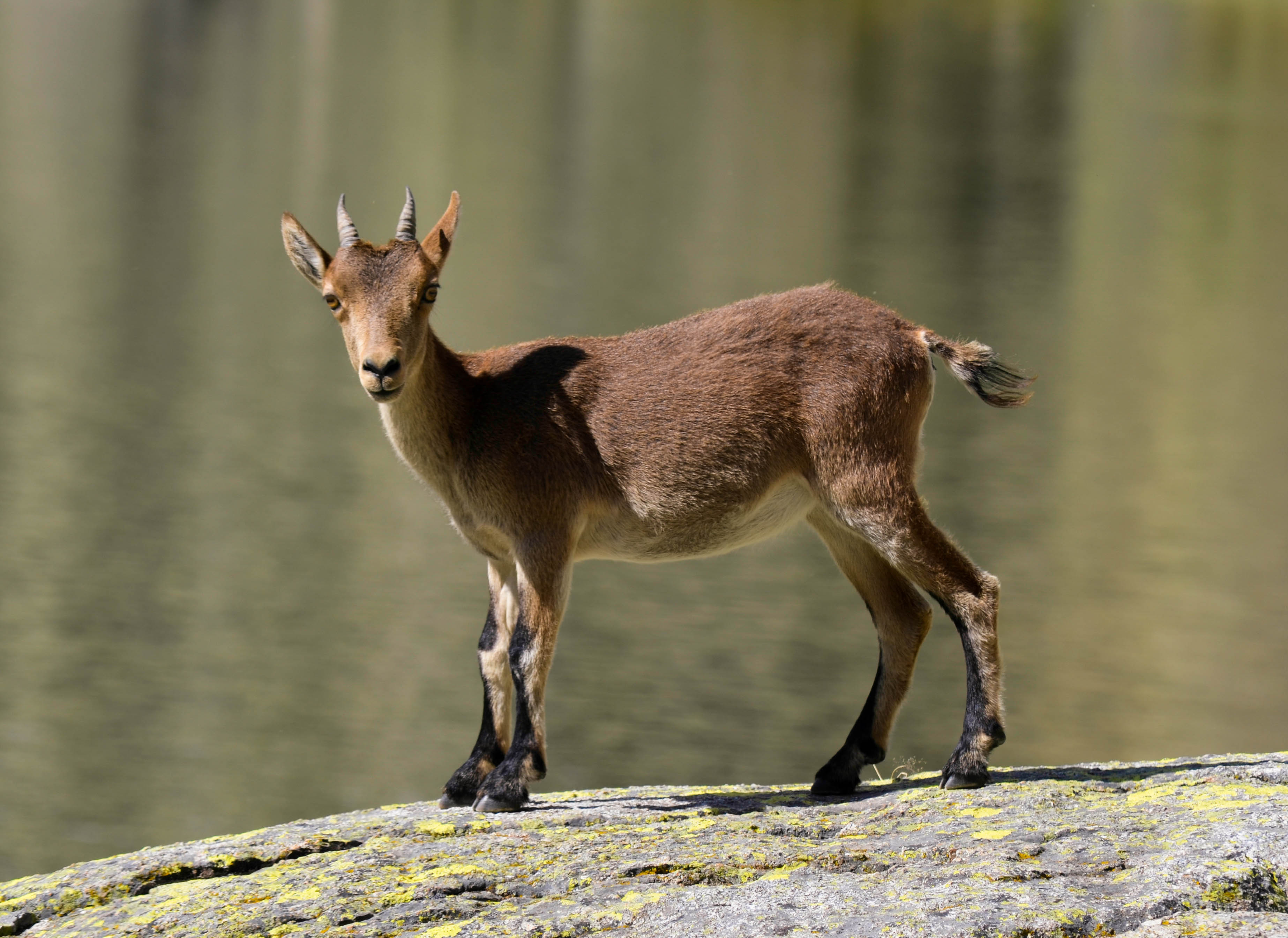
Samice kozorožce Cabrerova

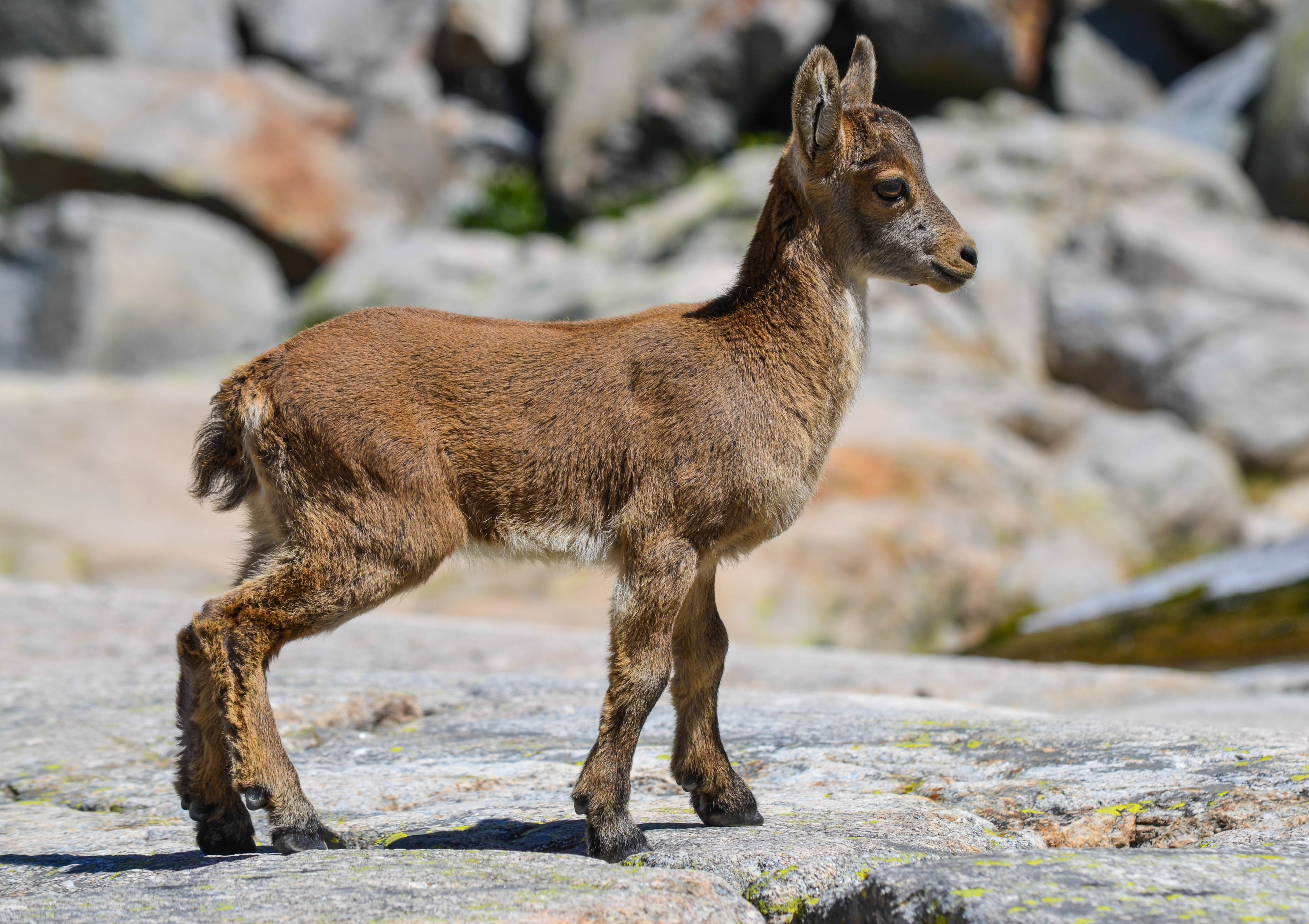
Mládě

Kozorožec iberský je silné, typické horské zvíře. Známý je svými měkkými kopýtky, která mu pomáhají pohybovat se po těžko schůdných cestách, a také krátkýma nohama. Obě tyto charakteristiky pomáhají kozorožcům iberským provádět vysoké skoky na skalách a strmých svazích. To jim dává výhodu oproti velkému množství dravců a predátorů, kteří se k nim nedokážou dostat.
U kozorožců iberských je výrazný pohlavní dimorfismus, přičemž samci jsou větší a těžší než samice, navíc mají i mohutné rohy. Samotné rohy se liší v závislosti na poddruhu, ale oproti jiným druhům koz se kozorožci iberští liší linií svých rohů. Samice jsou sice menší i lehčí, ale rychleji u nich probíhá proces kostnatění a tím se vývoj jejich kostí zastavuje mnohem dříve než u samců, u kterých to běžně trvá o dva roky déle.
Kozorožec iberský obývá Pyrenejský poloostrov a původně měl celkem čtyři uznané poddruhy. Nicméně, s vymřením dvou poddruhů se populace mírně snížila a v současné době existují pouze dva poddruhy. Tyto dva poddruhy, kozorožec granadský (Capra pyrenaica hispanica) a kozorožec Cabrerův (Capra pyrenaica victoriae), obývají převážně východní pobřeží Pyrenejského poloostrova, avšak menší populace žije i ve vnitrozemí Portugalska.

## Chování
Kozorožci iberští mají jedinečný způsob signalizace při spatření potenciálního predátora. Dospělý kozorožec se nejdříve napřímí a nasměruje uši i hlavu směrem k dravci, pak spustí poplachové volání, který způsobí, že ostatní kozorožci uprchnou do míst, kde je jednak lepší rozhled a často taktéž strmý svah, kam se predátoři nedostanou. Zvláštní na tomto způsobu signalizace je, že při útěku se stádo chová velmi koordinovaně a ve většině případů jej vede dospělá samice (v případě stáda složeného ze samic a mladých) nebo dospělý samec (v případě stád složených jen ze samců).
Kozorožec iberský je býložravec, který složení své stravy mění v základě na sezóně, výskytu i ročním období. Všechny druhy kozorožců mají také speciální mechanismus v ledvinách; umožňuje jim ukládat tuk, který v zimě nebo chladném počasí dodává nezbytné živiny a tím i energii.

### Rozmnožování
Obvykle vytvářejí dva typy sociálních skupin; buďto stádo, ve kterém se nachází pouze samci, nebo stádo se samicemi a mladými jedinci. Během říje, které probíhá od listopadu do prosince, samci vyhledávají samice a tvoří s nimi velká stáda. Ta většinou přetrvávají po celou zimu, ale při narození mláďat samci opět samice opustí.

## Populace
Populace kozorožců iberských se v průběhu posledních staletí výrazně snížila, důsledkem kombinace hned několika faktorů; lov a pytláctví, rozvoj zemědělství i zhoršení podmínek v přírodě. Současná populace je přibližně 50 000 jedinců. Kozorožci iberští též mohou trpět na mnoho různých chorob a často se u nich vyskytuje i svrab. V roce 1890 oficiálně vyhynul poddruh kozorožec portugalský (Capra pyrenaica lusitanica), který žil v portugalských pohořích Sierra de Geres a Galicie. Další poddruh, kozorožec pyrenejský, oficiálně vymřel v nedávné době, v roce 2000. Posledním známým exemplářem byla samice z národního parku Ordesa.